# トリプルX ネクスト・レベル
『トリプルX ネクスト・レベル』（トリプルエックス ネクスト・レベル、xXx: State of the Union）は、2005年のアメリカ映画。
原題の副題である「State of the Union」とは、アメリカ合衆国における一般教書演説(State of the Union Address)の通称であり、直訳するなら「国家の現状」の意味である。

## ストーリー
ギボンズが指揮するNSAの秘密基地がハイテク装備の部隊に襲撃され、16人のエージェントが殺害される。ギボンズは服役中の昔の部下ダリアスを脱獄させ、新たなエージェント・トリプルXとして選定し、捜査を命じる。
国防長官デッカートの陰謀で、ギボンズの自宅は爆発され、ギボンズは死亡したと発表される。参謀会議副議長ペティボーンが暗殺され、ダリアスはその罪を着せられる。逃亡しながら捜査を続けるダリアスは、国防長官の企みを知る。それは、軍縮政策を発表しようとする大統領および副大統領、上院議員の暗殺。ペティボーンの葬儀を口実に部下をワシントンに集め、暗殺の罪はギボンズに着せ、デッカート自身は公式に大統領の座に着くと言うものだった。
ダリアスは昔馴染みの自動車窃盗団を率い、NSA工作員カイル・スティールと共に暗殺現場である国会議事堂を襲撃、大統領を奪還し、デッカートを殺害する。
ダリアスは、匿名の兵士として名誉勲章を受けるが、人知れず去ってゆく。

## キャスト
- ダリアス・ストーン / xXx - アイス・キューブ： 主人公。新たなトリプルX。
- オーガスタス・ギボンズ - サミュエル・L・ジャクソン： NSA工作員。
- ジョージ・デッカート - ウィレム・デフォー： 国防長官。
- カイル・クリストファー・スティール - スコット・スピードマン： NSA工作員。
- ジェームズ・サンフォード - ピーター・ストラウス： アメリカ合衆国大統領。
- トビー・リー・シェイヴァース - マイケル・ルーフ（英語版）： NSAスパイ道具スペシャリスト。
- チャーリー・メイウェア - サニー・メイブリー（英語版）： 上院軍事委員会補佐官。
- ローラ・ジャクソン - ノーナ・ゲイ： ダリアスの元恋人。
- アラバマ・"バマ"・コッブ - ジョン・G・コノリー： アメリカ軍大尉。
- ジーク - イグジビット： 自動車窃盗団のボス。

## 日本語吹替
| 役名                               | 俳優                      | 日本語吹替 | 日本語吹替   |
| 役名                               | 俳優                      | ソフト版   | テレビ朝日版 |
| ---------------------------------- | ------------------------- | ---------- | ------------ |
| ダリアス・ストーン / xXx           | アイス・キューブ          | 落合弘治   | 東地宏樹     |
| オーガスタス・ギボンズ             | サミュエル・L・ジャクソン | 玄田哲章   | 銀河万丈     |
| ジョージ・デッカート               | ウィレム・デフォー        | 山路和弘   | 山路和弘     |
| カイル・クリストファー・スティール | スコット・スピードマン    | 内田夕夜   | 桐本琢也     |
| ジェームズ・サンフォード           | ピーター・ストラウス      | 金尾哲夫   | 小川真司     |
| トビー・リー・シェイヴァース       | マイケル・ルーフ          | 三ツ矢雄二 | 坂詰貴之     |
| チャーリー・メイウェア             | サニー・メイブリー        | 岡寛恵     | 斎藤恵理     |
| ローラ・ジャクソン                 | ノーナ・ゲイ              | 深見梨加   | 朴璐美       |
| アラバマ・"バマ"・コッブ           | ジョン・G・コノリー       | 若本規夫   | 青山穣       |
| ジーク                             | イグジビット              | 矢尾一樹   | 竹田雅則     |

- その他の声の出演者（ソフト版）：加藤将之、近藤広務、渡辺英雄、永田博丈、船木真人、吉野貴宏、泉久実子、林智恵、原奈津季、佐藤晴男、浦山迅
- 日本語版制作スタッフ（ソフト版） - 演出：岩見純一、翻訳：松崎広幸、調整：武田将仁、制作：ACクリエイト
- テレビ朝日版 - 初回放送2009年3月8日 『日曜洋画劇場』

## 興行成績
ヴィン・ディーゼルの降板と無理な設定が響いたのか、全米映画チャートで初登場3位と前作より大きく下回った。その後も順位は下がり続け、興行的には失敗に終わった。

## その他
本作は撮影に際してアメリカ軍の協力がほとんど得られなかったため、作中に登場する軍用車両は映画用車両会社の保有するレプリカもしくはコレクターの所有する払い下げ品であり、一例を挙げるなら作中に登場したM2ブラッドレー歩兵戦闘車はM113装甲兵員輸送車を改造したものである。
中盤および後半に登場した「ステルス戦車（Stealth Tank）」は全体的な形状はアメリカ軍他で使用されているM1エイブラムス戦車に酷似しているが、M1戦車や本物の戦車を改造したものではなく、建設機械等の部品を流用して製作されたプロップ車両で、実在はしていない。この車両はその後小規模な改造を加えられて、2007年公開の映画『トランスフォーマー』にディセプティコンのデバステーター（ブロウル）が変形した戦車として登場している。
クーデターを計画する国防長官派が拠点として用いる航空母艦は作中ではインディペンデンス (CV-62)となっているが、実際はカリフォルニア州アラメダに記念艦（博物館船）として係留されているホーネット (CV-12)で撮影されており、艦橋脇にあるホーネットの「12」の艦番号標識が写っているのが確認できる。
なお、前作の主人公ザンダーケイジはボラボラ島で死亡した扱いとなっている。